# Mijaca
Mijaca falu Horvátországban, Split-Dalmácia megyében. Közigazgatásilag Vrgorachoz tartozik.

## Fekvése
Makarskától légvonalban 23, közúton 41 km-re keletre, községközpontjától légvonalban 8, közúton 10 km-re északnyugatra, Közép-Dalmáciában, a hercegovinai határ melletti hegyvidéken fekszik. Délről a Dobriševica- (más néven Mijačko) hegy védi. Területének több mint kilencven százaléka legelő és erdő. Több településrészből áll (Kurilji, Grljušići, Vlaka, Draga, Donje Rose), melyek az itt lakó családok neveit viselik.

## Története
Mijaca területe a régészeti leletek tanúsága szerint már az ókorban is lakott volt. A térség első ismert népe az illírek egyik törzse a dalmátok voltak, akik a magaslatokon épített, jól védhető erődített településeikben laktak. Jelenlétüket a templom közelében található halomsír is igazolja. A rómaiak hosszú ideig tartó harcok után csak az 1. században hódították meg ezt a vidéket. Az illírek elleni 9-ben aratott végső győzelem után békésebb idők következtek, de a római kultúra csak érintőleges hatással volt erre a térségre. A horvát törzsek a 7. század végén és a 8. század elején telepedtek le itt, ezután területe a neretvánok kenézségének Paganiának a részét képezte. A térség a középkorban is folyamatosan lakott volt. A légvonalban 7 km-re délre fekvő Prapatnicén a Vukojević-ház mellett az egész Vrgorska krajina legnagyobb kora középkori temetője található. A török a 15. század második felében szállta meg ezt a vidéket, mely 1696 körül szabadult fel végleg a több mint kétszáz éves uralma alól. A török uralom után a település a Velencei Köztársaság része lett. A török időkben a megmaradt lakosság lelki szolgálatát a živogošćei kolostor ferences szerzetesei látták el. A kandiai háború idején a térség falvai elpusztultak.
Mijaca a török uralom végével a 17. század végén 1696 körül a környező településekkel együtt népesült be. A betelepülők ferences szerzetesek vezetésével főként a szomszédos Hercegovinából érkeztek. A lakosság főként földműveléssel és állattartással foglalkozott, de a határhoz közeli fekvésénél fogva eleinte még gyakran kellett részt vennie a velencei-török összecsapásokban. Lakói kezdetben a zavojanei, 1922-től a stiljai, 1955-től a poljica kozičkai plébániához tartoztak. A velencei uralomnak 1797-ben vége szakadt és osztrák csapatok vonultak be Dalmáciába. 1806-ban az osztrákokat legyőző franciák uralma alá került, de Napóleon lipcsei veresége után 1813-ban újra az osztrákoké lett. 1857-ben 167, 1910-ben 265 lakosa volt. 1918-ban az új Szerb-Horvát-Szlovén Állam, majd később Jugoszlávia része lett. A második világháború idején Mijaca arányaiban a legnagyobb veszteséget szenvedte el térség települései közül. A kis faluból 23 horvát katona esett el a háborús frontokon. A település a háború után a szocialista Jugoszláviához került. 1991 óta a független Horvátországhoz tartozik. 2011-ben 95 lakosa volt.

## Lakosság
| Lakosság változása | Lakosság változása | Lakosság változása | Lakosság változása | Lakosság változása | Lakosság változása | Lakosság változása | Lakosság változása | Lakosság változása | Lakosság változása | Lakosság változása | Lakosság változása | Lakosság változása | Lakosság változása | Lakosság változása | Lakosság változása |
| ------------------ | ------------------ | ------------------ | ------------------ | ------------------ | ------------------ | ------------------ | ------------------ | ------------------ | ------------------ | ------------------ | ------------------ | ------------------ | ------------------ | ------------------ | ------------------ |
| 1857               | 1869               | 1880               | 1890               | 1900               | 1910               | 1921               | 1931               | 1948               | 1953               | 1961               | 1971               | 1981               | 1991               | 2001               | 2011               |
| 167                | 0                  | 174                | 220                | 254                | 265                | 306                | 360                | 407                | 448                | 465                | 394                | 298                | 163                | 126                | 95                 |

## Nevezetességei
- A Nagyboldogasszony tiszteletére szentelt római katolikus temploma a 19. század végén épült hazai faragott kövekből. Hosszúsága 14, szélessége 7 méter. Homlokzatán egykor körablak, tetején pedig pengefalú harangtorony volt, mely mintegy harminc évvel ezelőtt leomlott. Ezután a homlokzat elé betonból új, piramis záródású harangtornyot építettek, melyben két harang található. A harangtorony elülső oldalára toronyórát szereltek. A félköríves apszisban áll a főoltár a Nagyboldogasszony szobrával. Eléje az új liturgikus előírások szerint kőből szembemiséző oltárt emeltek. A falmélyedésekben Szent Miklós és Szent Antal szobrai láthatók.
- A templom közelében ókori halomsír található.

## Kultúra
A településen a Nagyboldogasszony honismereti egyesület (Zavičajna udruga Velike Gospe) működik.

## Oktatás
A településen négyosztályos alapiskola működik